# Tilly Edinger
Johanna Gabrielle Ottilie Edinger, detta Tilly (Francoforte, 13 novembre 1897 – Cambridge, 27 maggio 1967), è stata una paleontologa tedesca conosciuta come la fondatrice della paleoneurobiologia.

## Biografia
Figlia di Anna (Goldschmid) Edinger, attivista sociale e femminista e di Ludwig Edinger, lui stesso un pioniere della neurologia comparata, il quale fornì a Tilly un'inestimabile punto di partenza nel suo campo e nella comunità scientifica in generale. Tilly ebbe molti insegnanti privati prima di frequentare la Schiller-Schule, l'unica scuola secondaria per ragazze a Francoforte a quel tempo; la sua istruzione continuò poi con studi universitari in zoologia, geologia e paleontologia. Durante la preparazione della sua tesi di dottorato, Edinger si trovò a esaminare un calco endocranico naturale di Nothosaurus, un rettile marino dell'era Mesozoica; il primo articolo scientifico di Edinger, pubblicato nel 1921, era incentrato sulle caratteristiche di questo esemplare. Prima della pubblicazione di questo lavoro, le inferenze sull'evoluzione del cervello dei vertebrati erano basate esclusivamente sull'anatomia comparata tra i cervelli di pesci, anfibi, rettili, uccelli e mammiferi attuali. Il background di Tilly Edinger in neurologia e paleontologia le aprì la strada per integrare l'anatomia comparata e la sequenza stratigrafica, introducendo così il concetto di tempo in neurologia e creando il campo della paleoneurobiologia, che venne definito formalmente con la pubblicazione di Die fossilen Gehirne ("I cervelli fossili") nel 1929; il testo raccoglieva le conoscenze sull'argomento che erano state precedentemente pubblicate in un'ampia varietà di riviste, ma che erano state fino a quel momento trattate come eventi isolati.

## Carriera
Mentre era ancora in Germania, Edinger iniziò a studiare le specie esistenti da una prospettiva paleoneurobiologica; fece ipotesi sullo sviluppo evolutivo del cervello nei sireni, usando prove anatomiche stratigrafiche e comparative. Edinger continuò le sue ricerche nella Germania nazista fino alla notte del 9 novembre 1938, quando migliaia di ebrei furono uccisi o imprigionati in quella che divenne nota come la Notte dei Cristalli. Sebbene non fosse immediatamente disponibile un visto per l'immigrazione negli Stati Uniti, con l'aiuto di amici e colleghi che la stimavano Edinger riuscì a emigrare a Londra; qui si diede alla traduzione di testi medici tedeschi in inglese. Alla fine riuscì a ottenere il visto e fu così in grado di immigrare negli Stati Uniti, dove assunse una posizione come ricercatrice presso il Museo di zoologia comparata di Harvard.
Tra i suoi contributi nel campo della paleoneurobiologia si nominano la determinazione della misura in cui i calchi endocranici riflettono l'anatomia dei cervelli antichi, l'adeguatezza dell'anatomia comparata nell'interpretazione dell'evoluzione del cervello e la capacità dei calchi endocranici di prevedere gli stili di vita degli organismi estinti; Edinger indagò inoltre se le dimensioni del cervello fossero effettivamente aumentate nel corso del tempo geologico. Tutti questi argomenti vengono esplorati ancor oggi. Negli ultimi anni, Edinger instaurò una fitta corrispondenza con la successiva generazione di paleoneurobiologi; ciò fu fondamentale nel far sì che il lavoro dei suoi 50 anni di carriera continuasse nel futuro. Il culmine della sua carriera fu la compilazione di una bibliografia annotata di articoli paleoneurobiologici pubblicati tra il 1804 e il 1966. La bibliografia, Paleoneurology 1804-1966, fu completata e pubblicata postuma dai colleghi nel 1975 a causa della morte prematura di Edinger nel 1967, avvenuta in seguito a ferite subite durante un incidente stradale.

## Opere (selezione)
- An Annotated Bibliography (1975);
- Paleoneurology, 1804–1966:
- Bibliography of Fossil Vertebrates (con A.S. Romer, N.E. Wright, and R.V. Frank), Exclusive of North America, 1509–1927, 2 volumi (1962);
- The Evolution of the Horse Brain (1948);
- Die Fossilen Gehirne [Fossil brains] (1929);